# Eric Mandell

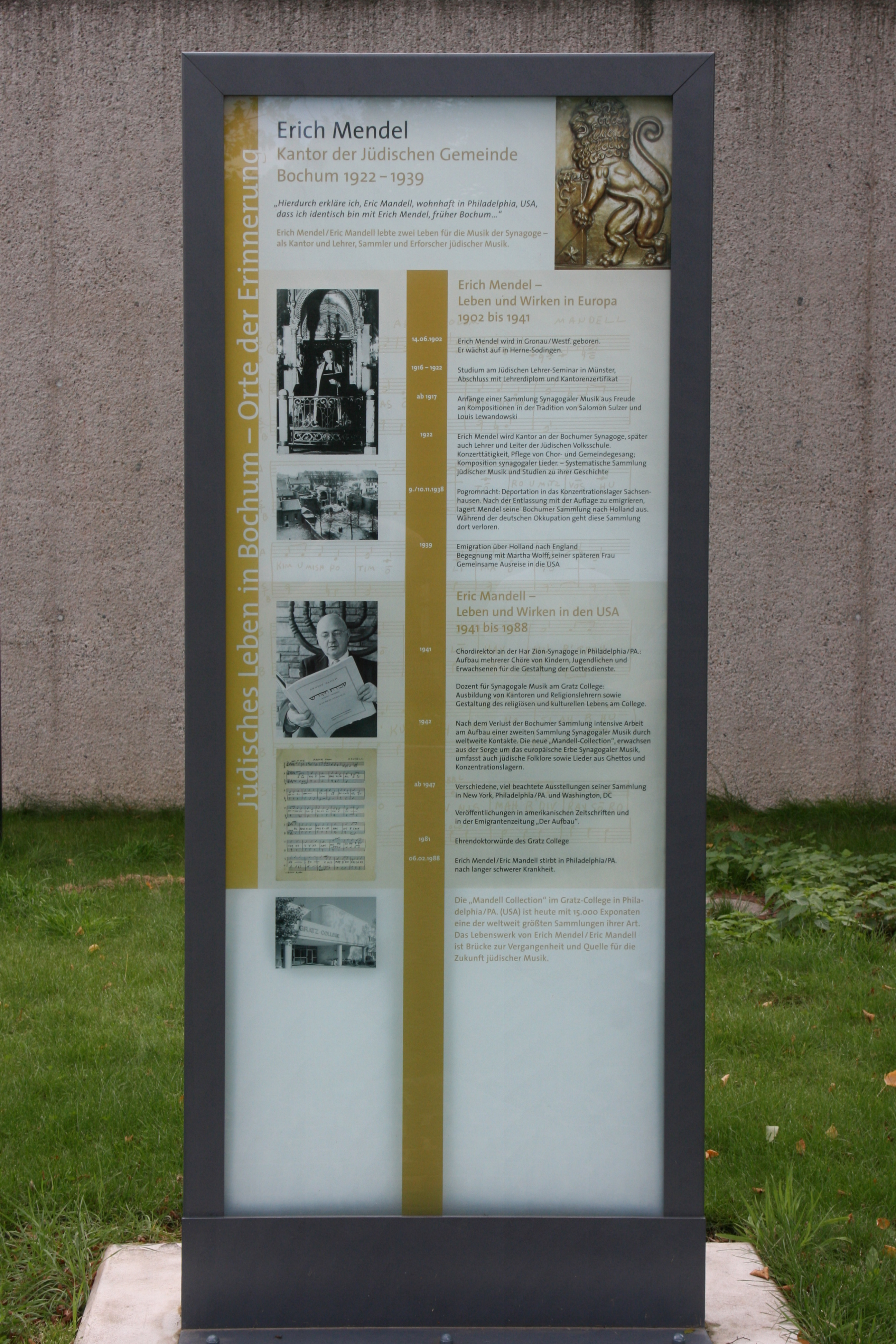
Gedenktafel für Erich Mendel neben der Neuen Synagoge in Bochum

Eric Mandell (* 14. Februar 1902 in Gronau (Westf.) als Erich Mendel; † 6. Februar 1988 in Philadelphia) war ein deutsch-amerikanischer Kantor, Chorleiter, Sänger (Bariton) und Sammler synagogaler Musik. Er war der letzte Chasan der Jüdischen Gemeinde Bochum vor der Shoah. 

## Leben
Erich Mendel war ein Sohn des Ehepaars Karoline und Julius Mendel. Julius Mendel arbeitete als Kaufmann; seine Vorfahren stammten aus dem Münsterland, während Karoline Mendels Vorfahren in der Gegend zwischen Hamm und Lippstadt gelebt hatten. 1911 zog die Familie Mendel nach Herne um, wo Erich Mendel mit dem liberalen Judentum in Berührung kam, während in der ländlichen Umgebung seiner Geburtsstadt noch die orthodoxe Tradition gegolten hatte. Karoline Mendel sang in Herne im Synagogenchor; die dortige Synagoge besaß auch eine konzerttaugliche Orgel. Erich Mendels Lehrer in der Volksschule, Jacob Emanuel, war zugleich Kantor in der Gemeinde. Beeinflusst von diesen Kindheits- und Jugendeindrücken begann Erich Mendel 1916 seine Ausbildung zum Lehrer und Kantor an der Marks-Haindorf-Stiftung in Münster. Er absolvierte die für Volksschüler vorgeschriebenen drei Jahre in der Präparandenanstalt und das Fachstudium, das sechs Semester dauerte. Danach bildete er sich bei Magnus Davidsohn in Berlin und Emanuel Kirschner in München weiter. 1922 wurde er von der Jüdischen Gemeinde in Bochum als Kantor berufen; später wurde er außerdem Lehrer an der dortigen Jüdischen Volksschule, deren Leitung er schließlich übernahm. Mit dem Kinderchor, den er im Schulunterricht aufbaute, bestritt er Konzerte; außerdem trug dieser Chor zur Gestaltung der Gottesdienste in der Bochumer Synagoge bei. 
Mendel studierte, obwohl längst berufstätig, von 1927 bis 1933 Gesang bis zum Examen zum staatlich geprüften Gesangslehrer und betätigte sich auch als Konzertsänger, musste diese Karriere jedoch nach der Machtergreifung der Nationalsozialisten aufgeben. Stattdessen entwickelte er sich zum Sammler synagogaler Musik und zum Musikwissenschaftler. Von 1933 bis 1939 trug er mehrere hundert Bände Noten und eine große Spezialbibliothek zusammen. Er verfasste Beiträge für Fachzeitschriften über die Geschichte der synagogalen Musik und zur Musikpädagogik.
Während der Novemberpogrome 1938 wurde die Bochumer Synagoge zerstört. Erich Mendel wurde tags darauf verhaftet und ins KZ Sachsenhausen eingeliefert, wo er bis Dezember 1938 festgehalten wurde. Nach seiner Entlassung erhielt er die Auflage, möglichst bald auszuwandern. Mendel konnte seine Sammlung nach Holland transferieren und emigrierte im Juli 1939 nach England, wo er zunächst im Kitchener Camp aufgenommen wurde und wieder als Kantor und Lehrer für angehende Kantoren arbeitete. Später fand er ein Auskommen als Klavierstimmer. In England lernte er auch Martha Wolff kennen. Das Paar heiratete 1940 und zog im Juni 1941 weiter in die USA.
Dort änderte Erich Mendel seinen Namen in Eric Mandell und begann erneut, eine Sammlung aufzubauen. Nach einer Begegnung mit Rabbiner Simon Greenberg vom Jewish Theological Seminary of America wurde er Chordirektor der Har-Zion-Synagoge in Philadelphia, was ihn schnell dazu bewog, auch als Komponist tätig zu werden. Er war von 1941 bis 1966 an der Synagoge beschäftigt. Seine Frau wurde Bibliothekarin der Gemeinde.
Ab 1941 oder 1942 war Eric Mandell auch Dozent für synagogale Musik am Gratz College in Philadelphia, wo er bis 1956 lehrte. Ferner lehrte er an der Temple University und am Jewish Theological Seminary of America. Mandell wurde in den USA als Komponist, Lehrer und Publizist bekannt und baute eine neue Sammlung zum Thema jüdische Musik auf. Diese war von 1949 bis 1951 im Jewish Museum in New York untergebracht und befindet sich heute als Eric Mandell Collection in Philadelphia. Sie gehört mit über 15.000 Stücken zu den größten Sammlungen synagogaler Musik weltweit. Mandell hat sie kurz nach seiner Emeritierung am 24. Mai 1970 der Musikbibliothek des Gratz College überlassen. Die in Holland zurückgelassene Sammlung jedoch konnte er nicht retten.
Mandell wurde im Roosevelt Memorial Park begraben.

## Ehrungen
Mandell erhielt 1966 den Kavod Award und 1981 die Ehrendoktorwürde des Gratz College.
Nach dem Kantor wurde der Erich-Mendel-Platz in Bochum benannt.

## Kellers Mandell-Biographie
Manfred Keller plante zum 100. Geburtstag Mandells eine kleine Broschüre zu schreiben. Während seiner Arbeit an diesem Heft erhielt er den Besuch eines Neffen Mandells, der ihm zwei Koffer mit Materialien über seinen Onkel überließ und ihm außerdem zahlreiche Informationen über dessen Leben in Deutschland vermittelte. Für die Zeit Mandells in den USA konnte Keller auf Gespräche Ronna Honigmans zurückgreifen, die diese 1980 bis 1982 mit Mandell geführt hatte und die dokumentiert worden waren. Die Biographie erschien 2006 im Klartext Verlag in Essen.

## Aufnahmen / Tonträger
- Adon Olam  [Herr der Welt]. Musik der Synagoge. Ensemble mendels töchter. Evangelische Stadtakademie Bochum, 2004.
- Kol We Kelim [Stimme und Instrumente]. Ensemble mendels töchter. 2008.